# Soft Pro International
Apollo Technica (アポロテクニカ), puis Soft Pro International (ソフトプロインターナショナル), est un éditeur et développeur de jeux vidéo japonais actif dans les années 80. La société édite et développe des jeux sur FM-7, MSX, PC-88, PC-98, Sharp X1, Famicom et Famicom Disk System.

## Liste des jeux

### Breeder
Breeder (ブリーダー) est un jeu vidéo développé et édité par Soft Pro International, sorti au Japon seulement en 1986 sur Famicom Disk System,,,.

### Pulsar no Hikari: Space Wars Simulation
Pulsar no Hikari: Space Wars Simulation (パルサーの光) est un jeu vidéo développé et édité par Soft Pro International, sorti au Japon seulement en 1987 sur Famicom Disk System,,,,,.

### 19: Neunzehn
19: Neunzehn (ヌイーゼン, Nuīzen) est un jeu vidéo de stratégie au tour par tour développé et édité par Soft Pro International, sorti au Japon seulement en 1988 sur Famicom Disk System. Bien que « neunzehn » signifie « dix-neuf » en allemand, le jeu s'inspire de la mythologie grecque. Le joueur incarne un général, parmi quatre au choix, qui doit battre les trois autres pour défendre son château. Chaque général cherche à s'emparer d'un objet en pierre qui renferme le pouvoir des dieux de l'Olympe,.

### Bakutōshi Patton-Kun
Bakutōshi Patton-Kun (爆闘士パットンくん) est un jeu vidéo d'action développé et édité par Soft Pro International, sorti au Japon seulement en 1988 sur Famicom Disk System. Contrairement à ce que son titre peut laisser penser, le jeu n'a aucun rapport avec le général Patton. Rappelant le jeu Combat de 1977, Bakutōshi Patton-Kun place le joueur aux commandes d'un char d'assaut. Le but est d'éliminer trois autres chars à travers des cartes contenant divers obstacles (rivières, rochers, arbres, ...). Le joueur peut récupérer des items (soin, grenades, etc.) qui lui facilitent la tâche. Le jeu peut être joué contre l'IA ou jusqu'à quatre joueurs avec un accessoire dédié,,.

### Fairytale
Fairytale (フェアリーテイル) est un jeu vidéo de stratégie au tour par tour développé et édité par Soft Pro International, sorti au Japon seulement en 1989 sur Famicom Disk System. Le jeu peut être considéré comme la suite spirituelle de 19: Neunzehn. Le joueur incarne, au choix, un groupe de garçons ou de filles, qui doivent repousser une invasion de cochons, dans un premier temps, puis d'extra-terrestres. Pour finir un niveau, le joueur doit terrasser tous les ennemis et détruire leur base. Les garçons et les filles possèdent différentes caractéristiques (force, vitesse, ...), et un cycle jour/nuit est présent,.

### Autres jeux
- 15 Puzzles (X1)[18]
- 3D Water-Driver (MSX)[19]
- Championship Lode Runner (portages FM-7 et FM-77)[20],[21]
- Choplifter! (portages FM-7 et FM-77, X1[22],[23],[24],[25],[26])
- Circus Charlie (portage NES[27],[28],[29])
- The Dam Busters (portage PC-98[30])
- Drol (portages PC-88[23] et PC-98[31],[30])
- Honinbou (本因坊?) (PC-98)[32]
- Karateka (portage Famicom[33])
- Lode Runner (portages FM-7 et X1[25],[23])
- Magus (メイガス?) (FM-7)[30],[34]
- Mighty Head (PC-98)[35]
- Mr. Gomoku (MSX)[36]
- Napoléon (ナポレオン?) (FM-7)[37]
- River Chase (MSX)[23],[38],[39]
- Scarlet 7 (X1[40],[30], MSX[41],[42])
- Spare Change (portages FM-7 et X1[25])
- Tensai Rabbian Daifunsen (MSX)[43],[44],[45],[46],[23],[39]
- Visi Goth (MSX)[23],[39],[47]